# Турчак, Андрей Анатольевич
Андре́й Анато́льевич Турча́к (род. 20 декабря 1975, Ленинград) — российский государственный и политический деятель. Глава Республики Алтай с 4 июня 2024 года.
Первый заместитель председателя Совета Федерации Федерального собрания Российской Федерации с 23 сентября 2020 по 5 июня 2024 года. Секретарь Генерального совета партии «Единая Россия» с 12 октября 2017 года. Сенатор Российской Федерации — представитель от законодательной власти Псковской области со 2 ноября 2017 года.
Заместитель председателя Совета Федерации Федерального собрания Российской Федерации с 9 ноября 2017 по 23 сентября 2020. Губернатор Псковской области с 27 февраля 2009 по 12 октября 2017 (временно исполняющий обязанности губернатора Псковской области с 16 по 27 февраля 2009 и с 27 февраля по 25 сентября 2014). Председатель Молодой гвардии Единой России (2007—2008).
Из-за поддержки российской агрессии и нарушения территориальной целостности Украины во время российско-украинской войны находится под персональными санкциями 27 стран ЕС, Великобритании, США, Канады, Швейцарии, Украины и Новой Зеландии.

## Биография

### Происхождение
Родился 20 декабря 1975 года в Ленинграде. Отец — Анатолий Александрович Турчак (род. 1945), с 1985 года — директор объединения, а после приватизации — директор холдинговой компании «Ленинец», которая специализируется в разработке пилотажно-навигационных и прицельно-навигационных комплексов и радаров для тяжёлых самолётов, президент Союза промышленников и предпринимателей Санкт-Петербурга, президент федерации футбола Санкт-Петербурга и член исполкома Российского футбольного союза, председатель Совета директоров Энергомашбанка; в 1990-е годы был заместителем Владимира Путина по петербургскому региональному совету движения «Наш дом — Россия».

### Юность
С 1991 года, с 16 лет — тренер-преподаватель по дзюдо муниципальной ДЮСШ олимпийского резерва «Космонавт», располагавшейся в Санкт-Петербурге на проспекте Космонавтов. Директором школы был мастер спорта по дзюдо и самбо Геннадий Равдис. Работал в школе по 1995 год.
В апреле 1992 года, в 16 лет, совместно с братом Борисом Турчаком учредил АОЗТ «Фирт». Гендиректором фирмы стал Борис Турчак.

### Молодой бизнесмен
В апреле 1995 года 19-летний Андрей Турчак стал одним из четырёх учредителей ООО «Нортия».
12 мая 1995 года в Москве было учреждено общественно-политическое движение «Наш дом — Россия». Весной 1995 года Андрей Турчак стал членом этого движения. При этом его отец Анатолий Турчак с мая 1995 — член совета Санкт-Петербургского отделения движения «Наш дом — Россия».
Начиная с 20-летнего возраста работал в отцовской холдинговой компании и её дочерних компаниях. С марта 1996 года возрасте 20 лет — генеральный директор АОЗТ «Торгово-промышленная компания ЛенНорт» (дочерняя фирма ХК «Ленинец»).
В 1996 году назначен заместителем гендиректора АООТ «Завод электробытовой аппаратуры». С 1997 года — генеральный директор ОАО «Завод электробытовой аппаратуры» (единственный учредитель ОАО — Комитет по управлению городским имуществом Санкт-Петербурга), член совета директоров ХК «Ленинец».
В июле 1997 года возглавил учреждённое тогда же ООО «ППФ-Ленинец».
В 1998 году окончил Санкт-Петербургский государственный университет аэрокосмического приборостроения (ГУАП) по специальности «экономист-менеджер».
В сентябре 1998 года стал одним из 13 учредителей ЗАО «Авиаперевозки» (11 физических лиц и 2 юридических). Андрей Турчак получил 3 % уставного капитала, а брат Борис Турчак — 4 %.
В апреле 2000 года вошёл в состав совета директоров «Энергомашбанка», небольшого по размеру активов петербургского банка, который до начала 2000-х годов обслуживал преимущественно машиностроительные предприятия, входившие в «Энергомашкорпорацию». В феврале 2001 года холдинг «Ленинец» объявил, что покупает 30 % акций «Энергомашбанка». Между холдингом и банком было подписано соглашение о стратегическом партнёрстве.
С 2000 по 2002 год — директор по реструктуризации, затем директор по корпоративной политике ХК «Ленинец».
В 2002 году занял должность гендиректора ООО «Содружество „Северо-Запад“».
С 2003 года — вице-президент и член совета директоров ХК «Ленинец», член совета директоров управляющей компании «Ленинец». 31 мая 2005 года вновь был избран в состав совета директоров ХК «Ленинец».

### Молодая гвардия Единой России
В августе 2005 года 29-летний вице-президент холдинговой компании «Ленинец» Андрей Турчак вступил в партию «Единая Россия». Он был назначен координатором молодёжной политики партии, возглавил специальную комиссию по молодёжной политике. Вскоре «Единая Россия» привлекла для работы с молодёжью главу православного телеканала «Спас», бывшего ведущего «Музобоза», Ивана Демидова — 1 сентября 2005 года его назначили советником по делам молодежи политического департамента ЦИК «Единой России».
В конце октября 2005 года партия «Единая Россия» объявила о преобразовании «Молодежного Единства» в новую организацию — «Молодую гвардию». 15—16 ноября 2005 года в Воронеже состоялся съезд, на котором «Молодёжное Единство» было преобразовано в «Молодую гвардию Единой России». В коллективный руководящий орган — координационный совет — вошли 15 человек. Руководящие должности заняли телеведущий Иван Демидов, кинорежиссёр Фёдор Бондарчук и бизнесмен Андрей Турчак — они вошли в координационный совет «Молодой гвардии Единой России». Первым председателем совета избрали лидера молодёжной организации в Иркутской области Татьяну Воронову.
Попытка занять место в Совете Федерации
30 августа 2006 года бюро высшего совета «Единой России» рекомендовало Турчака на должность члена Совета Федерации от собрания депутатов Ненецкого автономного округа. Место было вакантно с мая 2006 года, когда по представлению спикера СФ Сергея Миронова был отозван Александр Сабадаш. Глава координационного совета «Единой России» по Северо-Западу Андрей Нелидов выбор кандидатуры Турчака желанием ненецких депутатов иметь своим представителем человека, который поможет наладить контакт округа с Москвой. Однако по действовавшему закону кандидатуру нового сенатора должен вносить на рассмотрение председатель ненецкого парламента. Занимавший эту должность Игорь Кошин заявил, не знает о рекомендациях Турчака. А депутат Архангельского собрания депутатов от ЛДПР Александр Харин заявил, что основной задачей Турчака в автономном округе будет привлечение денег на нужды «Единой России».
11 сентября 2006 года президиум генерального совета «Единой России» внёс депутатам Собрания НАО кандидатуру Турчака для избрания на должность члена Совета Федерации. Однако он не был избран в Совет Федерации.
Выборы в марте 2007 года
24 ноября 2006 года бюро высшего совета «Единой России» рекомендовало Турчака к избранию в президиум генерального совета партии. 2 декабря 2006 на VII съезде «Единой России» в Екатеринбурге Турчак избран членом Генсовета и членом президиума Генсовета партии. Также на съезде был утверждён план предстоящих в 2007 году предвыборных кампаний — в законодательные собрания ряда субъектов федерации в марте и декабре 2007 года и в Госдуму РФ в декабре 2007 года.
В январе 2007 года Турчак в составе списка «Единой России» был выдвинут на выборы депутатов Псковского областного Собрания депутатов 4 созыва.
В начале 2007 года со ссылкой на главу генсовета «Единой России» Вячеслава Володина сообщалось, что Андрей Турчак станет представителем в Совете Федерации от заксобрания Псковской области. Это ожидалось после региональных выборов 11 марта 2007 года. 2 марта «Молодая гвардия Единой России» объявила о создании собственных предвыборных штабов в 6 регионах из 14, где состоятся выборы: в Санкт-Петербурге, Ставропольском крае, Самарской, Томской, Псковской и Орловской областях.
Депутат Псковского областного собрания
По итогам состоявшихся 11 марта выборов в Псковское областное собрание список «Единой России» получил 11 мандатов. Один из мандатов получил Андрей Турчак (избран от территориальной группы Дедовичский и Дновский район), став депутатом Псковского областного собрания депутатов четвёртого созыва от партии «Единая Россия».
15 июня 2007 года депутаты Псковского областного собрания утвердили кандидатуру депутата Андрея Турчака на должность представителя области в Совете Федерации. Из 38 депутатов «за» проголосовали 37, один — «против».

### В Совете Федерации
6 июля 2007 года Турчака наделили полномочиями члена Совета Федерации от представительного органа власти Псковской области, сменил на этой должности Николая Медведева.
В 2007—2008 годах — председатель координационного Совета молодёжного движения «Молодой гвардии Единой России».
С сентября 2020 по июнь 2024 года — заместитель председателя палаты. 4 июня 2024 года написал заявление о прекращении членства в Совете Федерации в связи с назначением врио главы Республики Алтай. Полномочия прекращены 5 июня 2024 года.

### Губернатор Псковской области

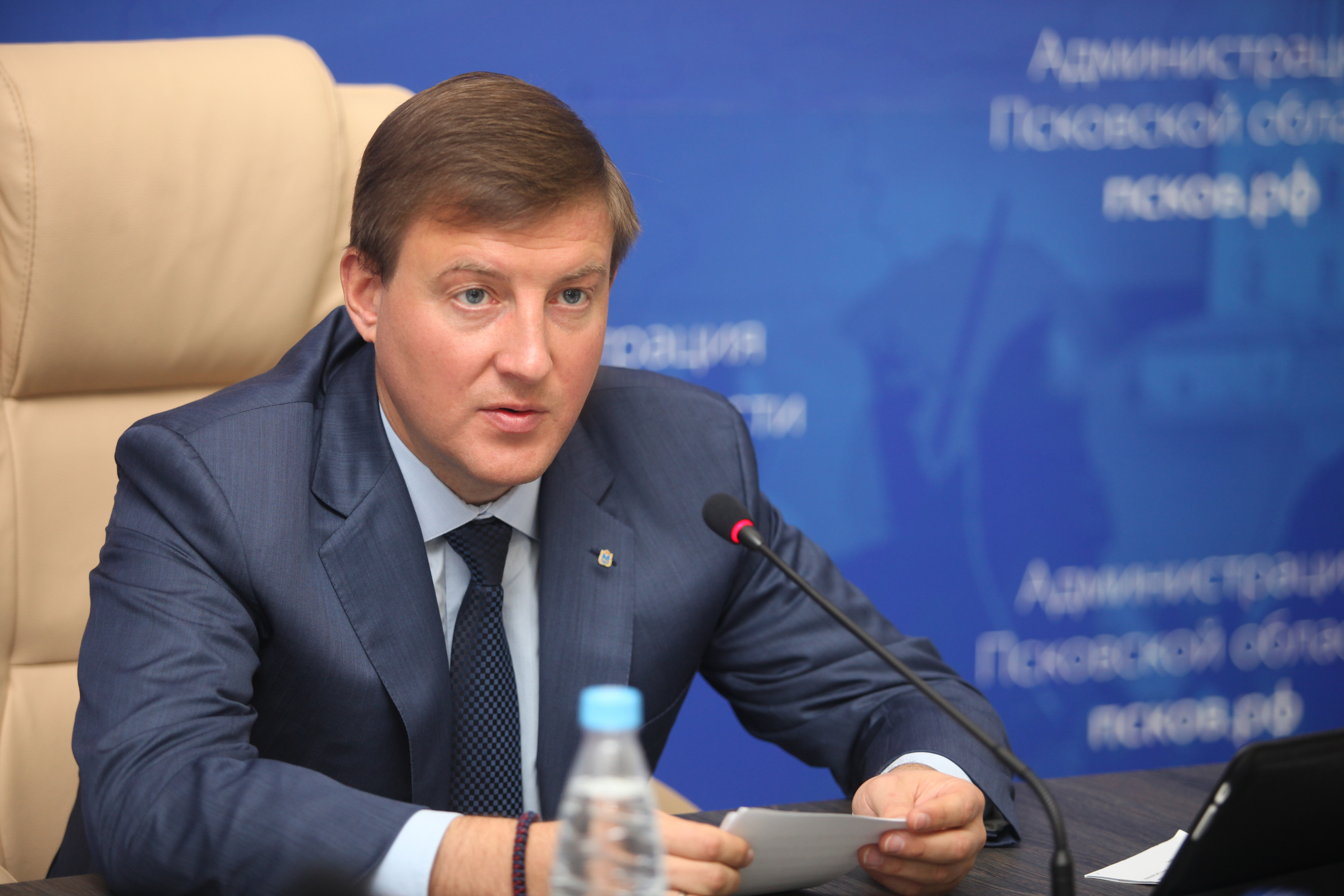
Андрей Турчак на пресс-конференции в Пскове, 2014 год

16 февраля 2009 года назначен исполняющим обязанности губернатора Псковской области. Заняв эту должность в 33 года, стал одним из самых молодых губернаторов России.
27 февраля 2009 года с результатом 37 голосов «за» из 40 был утверждён Псковским областным собранием в должности губернатора.
С 29 ноября 2009 по 16 июня 2010 и с 22 ноября 2016 по 26 мая 2017 года — член президиума Государственного совета Российской Федерации.
27 февраля 2014 года пятилетний срок губернаторских полномочий Турчака истёк; в тот же день президент Владимир Путин назначил его исполняющим обязанности губернатора. В 2014 году с отличием окончил Дипломатическую академию МИД России.
На выборах губернатора Псковской области, состоявшихся 14 сентября 2014 года, Турчак изначально был фаворитом и в итоге победил в первом туре — за его кандидатуру проголосовало 78,36 % избирателей при явке 37,90 %.
На должности губернатора проработал до 12 октября 2017 года.
Как глава области старался сформировать позитивный имидж региона. За 2011—2012 годы произошло снижение общей смертности на 7 % и повышение рождаемости на 6 %. Естественная убыль населения сократилась с 16,7 до 11,8 тыс. человек. Данных результатов удалось добиться за счёт реализации программы «Модернизация здравоохранения Псковской области», общий объём финансирования которой составил более 3 млрд рублей.
Сам Турчак в интервью «Российской газете» в 2010 году говорил, что область активно развивается и он даже смог поднять зарплату учителям до 14 тысяч рублей, при этом средняя зарплата чиновников составила около 10 тысяч рублей. В некоторых СМИ указывалось, что данное заявление Турчака резко противоречит официальным данным Росстата, согласно которым средняя зарплата работников образования в мае 2010 года составляла 10776,9 рубля, а средняя зарплата работников государственного управления — 18420,7 рубля.
При поддержке администрации в области были реализованы несколько крупных инвестиционных проектов, в том числе создан индустриальный парк «Моглино», в рамках создания туристско-рекреационного кластера «Псковский» были построены гостиницы и другие туристические инфраструктурные объекты, построен Великолукский свиноводческий комплекс. Псковская область одна из первых в России в 2012 году заключила соглашение с ОАО «Газпром межрегионгаз» по модернизации теплоэнергетического комплекса региона: в течение 5 лет, к 2016 году, в области должны были построить и модернизировать 94 котельные; это один из самых крупных проектов в теплоэнергетике.
Был реализован целый ряд крупных агропроектов, в том числе строительство Великолукского свиноводческого комплекса на 480 тыс. голов, с объёмом инвестиций свыше 14 млрд рублей.
Вызывает вопросы использование Турчаком средств областного бюджета, имевшего в 2010 году дефицит около 2 млрд руб. В частности, 1,9 млн руб. были выделены на исследование «Совершенствование отраслевой системы оплаты труда работников бюджетной сферы Псковской области».
В феврале 2013 года, в связи с гибелью в США малыша из местного дома ребёнка, Турчак приостановил все процедуры усыновления детей-сирот из социальных учреждений региона (как для россиян, так и для иностранцев).
В 2015 году (как и в предыдущем 2014), согласно рейтингу РИА, Псковская область признана самым бедным регионом Российской Федерации.
31 января 2022 года в ответ на предложение Департамент транспорта и развития дорожно-транспортной инфраструктуры города Москвы снизить нештрафуемый порог скорости для автомобилистов с 20 до 10 км/ч Турчак заявил, что партия «Единая Россия» не поддерживала и не поддержит эту инициативу, потому что «…мера избыточна и ничего общего с безопасностью не имеет», а «задача власти — делать жизнь граждан лучше, а не сложнее». Тем не менее, по оценкам профильных специалистов принятие этой меры помогло бы снизить количество ДТП минимум на 35 %, а уровень смертности от них — в три—четыре раза.
В 2010 году в Пскове были завершены работы по восстановлению шатра Покровской башни Псковского кремля. После того, как в середине девяностых деревянный шатёр сгорел во время пожара, она оставалась без кровли больше пятнадцати лет. В 2010 году на проектирование и возведение шатра из бюджета Псковской области было выделено 23 млн руб.
В июле 2010 года на территории Псковского кремля под открытым небом была осуществлена постановка оперы «Псковитянка» Николая Римского-Корсакова с участием артистов Большого театра и Мариинки. На эти цели из бюджета области было потрачено более 30 млн руб. Постановку видели около 4 тысяч человек, сидевших на трибунах; телевизионной трансляции не было.
В 2010 году более 20 млн руб. из областного бюджета было потрачено на формирование позитивного имиджа региона в федеральных СМИ. В частности, компания «Царскосельский карнавал» (Санкт-Петербург) получила 484 тыс. руб. на разработку проекта концепции пиар-кампании мероприятия «Всероссийская масленица». Депутат Госдумы от КПРФ Владимир Никитин обратился в Генеральную прокуратуру с просьбой проверить законность произведённых затрат.

### Секретарь генсовета партии «Единая Россия»

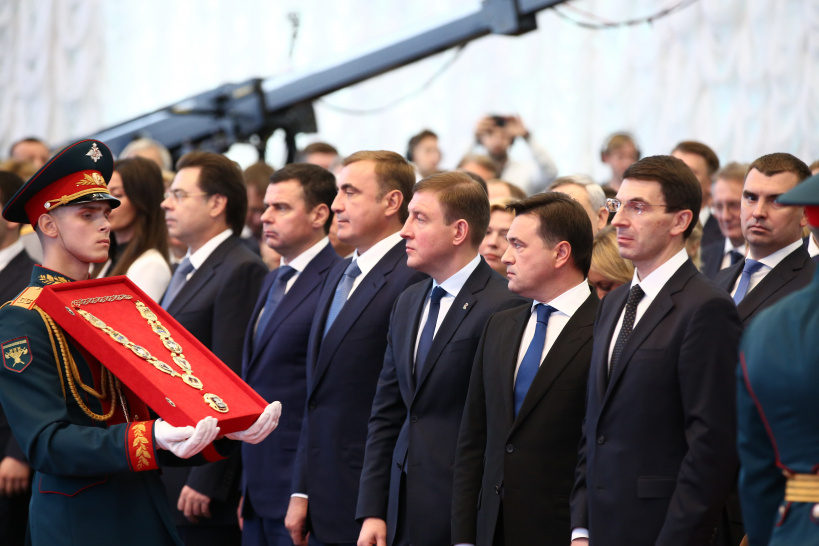
Андрей Турчак на инаугурации губернатора Московской области Андрея Воробьёва, 14 сентября 2018 года

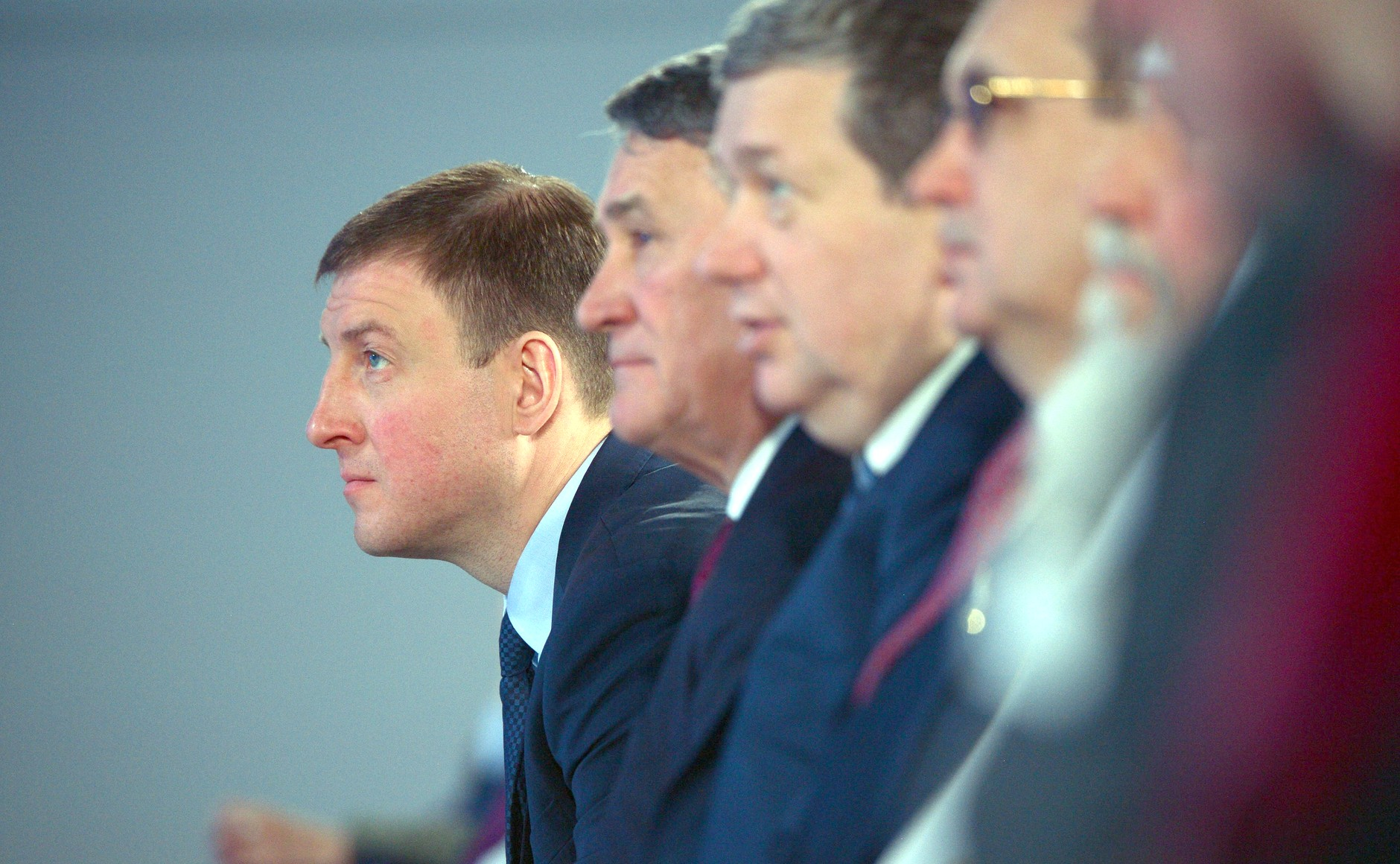
Андрей Турчак во время Послания Президента России Владимира Путина к Федеральному собранию, 1 марта 2018 года

В начале октября 2017 года в прессе появилась информация о том, что Турчак может возглавить Генеральный совет партии Единая Россия. Для этого ему необходимо было уйти в отставку с поста губернатора.
12 октября 2017 года указом Президента России он был освобождён от должности губернатора Псковской области по собственному желанию досрочно. В тот же день председатель партии «Единая Россия» Дмитрий Медведев назначил его исполняющим обязанности секретаря Генерального совета партии «Единая Россия» вместо Сергея Неверова.
2 ноября 2017 года был выдвинут региональным парламентом на должность сенатора от Псковской области. Согласно избирательному протоколу, «за» проголосовало 28 депутатов, «против» — пять, три голоса были признаны недействительными.
22 июня 2018 года Турчак заявил о недопустимости для членов «Единой России» критики пенсионной реформы. Поддержал совершенствование пенсионной системы в России.
В период президентских выборов 2018 года Турчак состоял в инициативной группе, выдвинувшей кандидатуру Владимира Путина на пост президента РФ.
В ноябре 2018 года Турчак заявил, что «Единая Россия» отстояла благоустройство небольших населённых пунктов в бюджете 2019 года.
В июне 2019 года Турчак обвинил Дмитрия Овсянникова в сносе билбордов «Единой России» с Алексеем Чалым и спикером Севастополя Екатериной Алтабаевой. Вскоре Овсянников покинул пост.
Как секретарь Генерального совета «Единой России» раскритиковал решение городской думы Екатеринбурга о повышении зарплаты главы города Александра Высокинского, а также других городских чиновников, депутатов и муниципальных служащих. В результате 25 декабря 2018 года депутаты проголосовали за отмену своего собственного решения.
23 сентября 2020 года избран первым заместителем Председателя Совета Федерации.
15 июня 2024 года Андрей Турчак попросил освободить его от обязанностей секретаря генсовета ЕР, в связи с назначением на новый пост и приближающимися выборами. Врио назначен Владимир Якушев.

### Глава Республики Алтай
4 июня 2024 года назначен Владимиром Путиным временно исполняющим обязанности Главы Республики Алтай. Одновременно является временно исполняющим обязанности Председателя Правительства Республики Алтай. В связи с назначением покинул Совет Федерации.
В сентябре 2024 года победил на выборах главы региона. Вступил в должность 3 октября 2024 года.
21 июня 2025 года в Горно-Алтайске, столице Республики Алтай, вспыхнули протесты против ликвидации сельских советов, в том числе и за отставку главы республики Андрея Турчака.

## Причастность к покушению на Олега Кашина и уголовное дело
В августе 2010 года корреспондент газеты «Коммерсантъ» Олег Кашин в своём блоге в Livejournal допустил грубое высказывание в адрес псковского губернатора(«сраный Турчак»), на что тот в комментариях потребовал извиниться в течение суток. Извинений от Кашина не последовало, а спустя три месяца на него было совершено покушение: нападавшие нанесли ему более 50 ударов, в том числе арматурным прутом, у подъезда дома в центре Москвы, но их спугнул вышедший сосед.
В 2015 году Кашин сообщил, что, по версии следствия, исполнителями нападения были работники службы охраны петербургского Механического завода, входящего в принадлежащий Турчакам холдинг «Ленинец», а организатором — бывший менеджер «Ленинца» Александр Горбунов, знакомый с этим семейством с середины 1990-х годов и участвовавший вместе с Андреем Турчаком в молодёжной политике. Всё это, по мнению журналиста, могло свидетельствовать о возможной причастности Андрея Турчака к делу. Жена одного из фигурантов дела Данилы Веселова заявила о том, что Андрей Турчак лично давал указания об избиении журналиста (по её словам, также существует аудиозапись, где политик «заказывает» избиение Кашина).
27 ноября 2018 года в СМИ было опубликовано полное видео допроса предполагаемого исполнителя нападения на Олега Кашина, которое произошло 6 ноября 2010 года. На видео предполагаемый исполнитель нападения Данила Веселов рассказывает, что в сентябре 2010 года его вызвал владелец Механического завода Александр Горбунов и рассказал, «что есть такой журналист, он оскорбил хорошего человека и надо его немножко наказать». Он также показал Веселову фотографии Кашина, взятые из Интернета. Далее в процессе допроса Веселов уточняет, что речь в том разговоре шла о губернаторе Псковской области Андрее Турчаке, которого «Кашин оскорбил в СМИ».

## Собственность и доходы
Семейный доход Турчака за 2011 год составил 9,4 млн рублей. Семье также принадлежит недвижимость общей площадью 1219 м² и 76,6 соток земли.
В 2010 году семейный доход Турчака был равен 37,6 млн рублей, в том числе личный доход губернатора — 16,5 млн рублей, из них по основному месту работы — 1,3 млн рублей.
За 2012 год, согласно поданной декларации, по основному месту работы Турчак получил доход в сумме 1,319 млн рублей, что на 12,5 тыс. руб. меньше, чем в 2011 году. Также он задекларировал две новые квартиры, которыми владеет совместно с супругой Кирой (180,5 и 156,6 м²). Доход Киры Турчак в 2012 году вырос более, чем на 7 млн руб. и составил 15,9 млн рублей.
В начале марта 2013 года Алексей Навальный опубликовал полученные из открытых источников сведения, согласно которым, помимо указанной в декларациях недвижимости, семье губернатора принадлежит незадекларированные 60 % дома в Ницце (Франция) стоимостью около 1 миллиона 270 тысяч евро. Турчак пообещал избавиться от зарубежной недвижимости не позднее 1 мая 2013 года и выполнил это обещание. Информации о наказании за нарушение нет.
В 2016 году были обнародованы Панамские документы оффшорной компании Mossack Fonseca, в которых упоминалась компания Burtfort Unicorp, зарегистрированная на Киру Турчак.
Доход за 2018 год составил 4,7 млн рублей.
Издание «Проект» в 2022 году подсчитало, что семье Турчаков, в том числе жене Андрея Турчака Кире, принадлежат более 100 зданий «Ленинца», из которых только четверть продолжает использоваться для оборонного производства, а три четверти превратились в бизнес-центры и другую недвижимость, сдающуюся в аренду. Суммарная стоимость этой недвижимости составляет 850 млн долларов. В личной собственности семьи Турчаков находятся как минимум 14 квартир, 7 участков и 5 домов на сумму около 25 млн долларов, в том числе элитная дача на берегу Финского залива рядом с поселком Логи на месте бывшего секретного полигона. Также издание выяснило, что семья Андрея Турчака пользуется виллой в Каннах, которая может быть оформлена на подругу его жены Киры. Стоимость французской виллы составляет 8 млн евро.

## Санкции
Из-за поддержки российской агрессии и нарушения территориальной целостности Украины во время российско-украинской войны находится под персональными международными санкциями разных стран. С 28 февраля 2022 года находится под санкциями всех стран Европейского союза «за активную поддержку или реализацию действий или политики, которые подрывают или угрожают территориальной целостности, суверенитету и независимости Украины, а также стабильности и безопасности в Украине».

Он пропагандировал позитивное отношение к признанию сепаратистских так называемых «народных республик» Донецка и Луганска. Он призвал российские власти предоставить сепаратистам в Донбассе новейшее вооружение. Он публично заявил, что решить конфликт на Донбассе мирным путем с украинскими властями невозможно. Высказывал необоснованные утверждения о планируемом наступлении украинских войск на Донбассе…— «Официальный журнал Европейского союза», Брюссель, 28 февраля 2022 года
24 марта 2022 года внесён в санкционный список Канады «соратников режима» за «содействие в нарушения суверенитета и территориальной целостности Украины».
30 сентября 2022 года внесён санкционный список Соединённых Штатов Америки «за аннексию Путиным регионов Украины» и одобрения закона о фейках. Государственный департамент отмечает что сенаторы «проголосовали за одобрение просьбы Путина о вводе войск в Украину, что послужило неоправданным предлогом для полномасштабного вторжения России в Украину».
По аналогичным основаниям, с 4 апреля 2022 года находится под санкциями Великобритании.
С 4 марта 2022 года находится под санкциями Швейцарии. Указом президента Украины Владимира Зеленского от 7 сентября 2022 находится под санкциями Украины. С 3 мая 2022 года находится под санкциями Новой Зеландии.
С 20 июля 2023 года находится под санкциями Австралии за «роль в прямой или косвенной поддержке незаконного вторжения России в Украину».

## Семья
Жена — Кира Евгеньевна Турчак, в девичестве Петроченко (род. 1976). Возглавляет совет директоров УК «Ленинец», входит в советы директоров ряда других компаний, является генеральным директором ОАО «Лабиринт» (управляет гостиницей «Obuhoff»). С полученным в 2010 году доходом в размере 21,08 млн рублей вошла в число десяти самых богатых жён губернаторов. В 2015 году её доходы составили 38 млн рублей, в 2017 году — 33 млн рублей, в 2018 году — 59,4 млн рублей.
Четверо детей: Анатолий (род. 1996), Ольга (род. 1998) — актриса, София (род. 2002), Филипп (род. 2009).

## Награды
- Медаль «В память 300-летия Санкт-Петербурга» (2003).
- Орден РПЦ преподобного Андрея Рублёва III степени (2003).
- Молодёжная премия Санкт-Петербурга (2004).
- Нагрудный знак «За содействие МВД России» (2007).
- Медаль «10 лет Федеральной службе судебных приставов» (2009)[97].
- Орден Латвийской православной церкви святого священномученика Иоанна Рижского III степени (2012)[98].
- Медаль «За возвращение Крыма» (МО РФ, 2014).
- Орден РПЦ Преподобного Серафима Саровского III степени (2016)[99].
- Медаль ордена «За заслуги перед Отечеством» II степени (18 мая 2017) — за достигнутые трудовые успехи, активную общественную деятельность и многолетнюю добросовестную работу[100].
- Орден Почёта (2018).
- Почётная грамота Президента Российской Федерации (16 декабря 2019) — за большой вклад в развитие парламентаризма, активную законотворческую и общественную деятельность[101].
- Орден Александра Невского (14 октября 2020) — за большой вклад в укрепление российской государственности, развитие парламентаризма и активную общественную деятельность[102].
- Орден «За заслуги перед Отечеством» IV степени (2022) — за большой вклад в развитие парламентаризма и активную общественно-политическую деятельность[103].
- Орден Кадырова (2 августа 2022) — за личные заслуги в укреплении и сохранении российской государственности, значительный вклад в дело защиты интересов Отечества[104].
- Почётный знак Совета Федерации «За заслуги в развитии парламентаризма» (2024).